# Флаг Израиля
Флаг Изра́иля (ивр. דגל מדינת ישראל‎ — Де́гель Медина́т Исраэ́ль) — один из официальных символов Государства Израиль, на законодательном уровне был принят 28 октября 1948 года, через пять месяцев после провозглашения независимости этой республики.
Флаг представляет собой белое прямоугольное полотнище с двумя горизонтальными синими полосами по краям и звездой Давида в центре.

## Описание
Флаг был разработан для сионистского движения в 1891 году. Флаг использует традиционные цвета талита (ивр. טַלִּית‎) — белой с синими полосами еврейской молитвенной накидки. Гексаграмма в центре — Маген Давид (ивр. מָגֵן דָּוִד‎), известный как «Щит Давида», или «звезда Давида». Основания треугольников, образующих Маген Давид, параллельны горизонтальным полосам на флаге. Чередующиеся горизонтальные полосы, образующие флаг, соотносятся между собой по ширине как 3:5:16:5:3.

## История
Уже в Мидраше можно найти описания флагов двенадцати колен Израилевых; это описание сделано на основе толкования библейских стихов, но в ряде случаев правомерность таких толкований оспаривается.
В диаспоре, в отсутствие еврейских атрибутов государственности, не существовало и еврейских флагов. При этом известны случаи, когда отдельные общины имели свою атрибутику.
- В 1354 году евреям Праги императором Карлом IV был пожалован особый флаг, представлявший собой красное полотнище со звездой Давида[2].
- В 1460 году зафиксирован флаг евреев Буды: также красное полотнище с четырьмя звёздами, из которых две представляли собой звёзды Давида.
- В 1648 году за заслуги в защите Праги от шведов городским евреям был вновь пожалован флаг красного цвета с жёлтой звездой Давида, в которую была вписана ещё одна звезда.

В истории зафиксировано описание знамени лжемессии Давида Реувени, с которым тот предстал перед императором Карлом V в Регенсбурге. На белом фоне, по одним источникам, были вытканы золотом десять заповедей, по другим — буквы слова «Маккавей».
По предложению Теодора Герцля, сформулированному в книге «Еврейское государство», флаг такого государства должен был состоять из семи золотых звёзд, символизирующих семичасовой рабочий день, на белом поле — символе «новой и чистой жизни». В более поздней версии Герцль предлагал разместить шесть звёзд по углам Маген Давида, а седьмую над ним.
Белое полотнище, напоминающее талит, стало еврейским символом ещё в XVII веке. В 1885 году флаг с двумя синими полосами и звездой Давида появился в Ришон ле-Ционе; независимо от этого аналогичный символ был принят Первым Сионистским конгрессом в 1897 году по предложению Давида Вольфсона. В 1933 году, на XVIII Сионистском конгрессе, этот знак был провозглашён флагом еврейского народа «согласно давней традиции».
В 1920—1948 годах в подмандатной Палестине ограниченно использовался флаг, основанный на британском Красном флаге (Red Ensign), с названием подмандатной территории в белом круге в правой части полотнища.
По специальному распоряжению Черчилля в годы Второй мировой войны флаг Всемирной сионистской организации был положен в основу знамени Еврейской бригады. Во время парада независимости Израиля[уточнить]  в 1948 году использовался флаг с двумя горизонтальными полосами и синей полностью закрашенной звездой в центре флага.
Современный флаг официально утверждён как государственный 28 октября 1948 года, через пять месяцев после образования Государства Израиль и после рассмотрения свыше 170 проектов. Первоначальная версия, предложенная к утверждению, представляла собой флаг, состоящий из трёх равных вертикальных полос: двух голубых по краям и белой в середине, с синей звездой Давида на белой полосе. Но большинство членов правительства высказалось за две горизонтальных синих полосы, напоминающих небо и море.

## Флаг Израиля в теориях заговора
Некоторые источники антисионистской направленности утверждают, что израильский флаг символизирует государство от Нила до Евфрата: нижняя полоса — берег реки Нил, верхняя полоса — берег реки Евфрат, а звезда Давида — Иерусалим. Таким образом, Государству Израиль приписываются планы по созданию так называемого Великого Израиля. Несмотря на отсутствие каких-либо доказательств, это мнение популярно в исламском мире. В 1988 году Ясир Арафат сослался на эту теорию в своём интервью журналу «Плейбой». В 2006 году лидер «Хамаса» Махмуд аз-Захар потребовал от Израиля изменить вид флага, тоже ссылаясь на теорию о границах от Нила до Евфрата.

## Флаг Израиля в космосе
Первый астронавт Израиля Илан Рамон в феврале 2003 года впервые поднял бело-синий флаг в космос на борту шаттла «Колумбия», который в этом полёте потерпел крушение при входе в плотные слои атмосферы при возвращении на Землю 1 февраля 2003 года.
14 мая 2010 года в ходе рейса шаттла «Атлантис» на МКС американский астронавт еврейского происхождения Гаррет Райзман доставил в космос вымпел фонда стипендий имени Илана Рамона. Вымпел представлял собой флаг Израиля с именем Рамона.
Израильский лунный аппарат «Берешит» нёс на себе флаг Израиля и сделал с ним несколько фотографий в космосе с Землёй и Луной на фоне.